# Ital Dub
Az Ital Dub egy dub lemez Augustus Pablo-tól   1974-ből.

## Számok
1. The Big Rip Off (Swaby) – 3:15
2. Road Block (Barret, Beart, Marley) – 3:55
3. Curly Dub (Byles, Anthony) – 3:56
4. Well Red (Swaby) – 2:34
5. Gun Trade (Swaby) – 3:36
6. Shake Up  (Swaby) – 3:26
7. Hillside Airstrip (Swaby) – 3:14
8. Mr Big (Swaby) – 3:50
9. Eli's Move (Swaby) – 2:31
10. House Raid (Swaby) – 3:30
11. Shake Down (Swaby) – 3:02

## Közreműködők
- hangmérnök : King Tubby & Ronald Logan & Sylvan Morris

## Külső hivatkozások
- https://web.archive.org/web/20080604030854/http://www.roots-archives.com/release/1177
- http://digilander.libero.it/zapatelli/new/discography/records/ital_dub.html